# L'idiota in politica. Antropologia della Lega Nord
L'idiota in politica. Antropologia della Lega Nord (L'idiotie en politique. Subversion et néo-populisme en Italie) è un saggio scritto da Lynda Dematteo nel 2007 e tradotto in italiano nel 2011.
Nel libro l'autrice critica fortemente la Lega Nord, descrivendola come un movimento che ha avuto successo nella politica italiana interpretando la parte del "buffone" o dello "scemo del villaggio", e paragonandola alla figura di Totò.
Secondo la Dematteo, l'idiozia politica di Umberto Bossi, capo storico della Lega, è stata la chiave del suo successo: la sua inesperienza ha attirato i cittadini disillusi, originariamente estranei alle idee autonomiste. Comportandosi come un giullare, Bossi non rispetta niente e nessuno, nemmeno il Papa, e i suoi attacchi sono più efficaci quando si rivolgono alle istituzioni più rispettate.
Il libro fu al centro di un caso nel gennaio 2012, quando il sindaco leghista di Sesto Calende, Marco Colombo, contestò pubblicamente l'acquisto del libro da parte della direttrice della biblioteca comunale, e, per boicottarlo, decise di farlo prendere in prestito a turno dai militanti locali, in modo da toglierlo, di fatto, dalla consultazione.

## Edizioni
- (FR) Lynda Dematteo, L'idiotie en politique. Subversion et néo-populisme en Italie, Parigi, Fondation Maison des sciences de l'homme, giugno 2007, ISBN 978-2-7351-1090-2.

- Lynda Dematteo, L'idiota in politica. Antropologia della Lega Nord, traduzione di Matteo Schianchi, prefazione di Gad Lerner, Milano, Feltrinelli, giugno 2011, ISBN 978-88-07-17207-6.